# Турдалиев, Табарак
Табарак Турдалиев — советский узбекистанский хозяйственный деятель, Герой Социалистического Труда.

## Биография
Родился в 1915 году на территории современного Бостанлыкского района Ташкентской области.
В 1932—1937 — рабочий Чирчикстроя.
В 1937—1962 — машинист экскаватора треста «Средазгидроэнергострой».
В 1962—1975 — машинист экскаватора механизированной колонны № 94 строительного управления «Чирчикхимстрой» стройтреста № 160.
Указом Президиума Верховного Совета СССР от 1 октября 1965 года присвоено звание Героя Социалистического Труда с вручением ордена Ленина и золотой медали «Серп и Молот».
Умер после 1978 года в Чирчике.

## Награды и звания
- Герой Социалистического Труда (01.10.1965)
- Орден Ленина (01.10.1965)
- Орден Знак Почёта (04.05.1945)